# Караичев (Обливский район)
Караичев — хутор в Обливском районе Ростовской области.
Административный центр Караичевского сельского поселения.

## География

### Улицы
- ул. Восточная,
- ул. Новая,
- ул. Раздольная,
- ул. Солнечная,
- ул. Центральная,
- ул. Школьная.

## История
Хутор Караичев, как и соседствующий с ним хутор Паршин, был основан в 1784 году на правом берегу реки Чир беглыми крестьянами. Своё название получил от фамилии Караичев. Из-за обилия песков и сильных ветров жить в хуторе было трудно, поэтому в 1906 году, по разрешению атамана Новочеркасского округа, его территория была перенесена на левый берег реки.

## Население
| 2010 |
| ---- |
| 456  |